# 宮崎県道28号日南高岡線
宮崎県道28号日南高岡線（みやざきけんどう28ごう にちなんたかおかせん）は、宮崎県日南市から宮崎市に至る県道（主要地方道）である。

## 概要
日南市中央通り2丁目から宮崎市高岡町五町に至る。
沿線には道の駅きたごう、道の駅田野、東九州自動車道 日南北郷IC、宮崎自動車道 田野ICがある。

### 路線データ
- 起点：日南市中央通り2丁目（一里松交差点、国道222号交点）
- 終点：宮崎市高岡町五町（宮崎市五町交差点、宮崎県道24号高鍋高岡線終点、宮崎県道359号赤谷橋山線交点）

## 歴史
- 1954年（昭和29年）11月5日 - 宮崎県告示第453号により、宮崎県道日南高岡線として路線認定される（当時の整理番号は10）[1]。
- 1993年（平成5年）5月11日 - 建設省から、県道日南高岡線が日南高岡線として主要地方道に指定される[2]。

## 路線状況

### 通称
- ひむか神話街道

### 道路施設

#### 橋梁
- 東光寺橋（酒谷川、日南市）
- 福谷橋（福谷川、日南市）
- 坂元橋（広渡川、日南市）
- 田野蒼雲橋（井倉川、宮崎市）
- 田野橋（井倉川、宮崎市）
- 番所橋（瓜田川、宮崎市）
- 大の丸橋（大淀川、宮崎市）

#### トンネル
起点から
- 東光寺隧道：延長110 m、1961年（昭和36年）竣工、日南市
- 蜂之巣隧道：延長72 m、1967年（昭和42年）竣工、日南市

#### 道の駅
- きたごう（日南市）
- 田野（宮崎市）

## 地理

### 通過する自治体
- 日南市
- 宮崎市

### 交差する道路
| 交差する道路                                   | 市町村名 | 交差する場所  | 交差する場所            |
| ---------------------------------------------- | -------- | ------------- | ----------------------- |
| 国道222号                                      | 日南市   | 中央通り2丁目 | 一里松交差点 / 起点     |
| 宮崎県道435号益安平山線                        | 日南市   | 大字益安      | 益安交差点              |
| 宮崎県道434号風田星倉線                        | 日南市   | 大字東弁分    | 東郷交差点              |
| E78 東九州自動車道                             | 日南市   | 北郷町郷之原  | 31 日南北郷IC           |
| 宮崎県道429号猪八重線                          | 日南市   | 北郷町郷之原  | 北郷小入口交差点        |
| 宮崎県道33号都城北郷線                         | 日南市   | 北郷町北河内  |                         |
| 宮崎県道27号宮崎北郷線                         | 日南市   | 北郷町北河内  |                         |
| 宮崎県道340号大戸野清武線                      | 日南市   | 北郷町北河内  |                         |
| E10 宮崎自動車道                               | 宮崎市   | 田野町甲      | 4 田野IC                |
| 宮崎県道343号鰐塚山田野停車場線                | 宮崎市   | 田野町甲      |                         |
| 国道269号                                      | 宮崎市   | 田野町甲      | 寺町交差点              |
| 宮崎県道336号宮崎田野線                        | 宮崎市   | 田野町乙      |                         |
| 宮崎県道352号野首麓線                          | 宮崎市   | 高岡町小山田  | 宮崎市麓交差点          |
| 宮崎県道24号高鍋高岡線 宮崎県道359号赤谷橋山線 | 宮崎市   | 高岡町五町    | 宮崎市五町交差点 / 終点 |

### 交差する鉄道
- 日南線
- 日豊本線

### 沿線
- 日南市立吾田中学校
- 日南学園中学校・高等学校
- 日南市立東郷小中学校
- 北郷温泉
- JR九州日南線 北郷駅
- 日南市立北郷小中学校
- 蜂之巣公園
- 宮崎市立田野中学校
- 宮崎市立田野小学校
- 宮崎市田野総合支所
- 日南学園高等学校 宮崎穎学館
- 長日川温泉
- 宮崎市立穆佐小学校
- 宮崎市立サンスポーツランド高岡
- 高岡温泉やすらぎの郷
- 高岡警察署